# 安树新
安树新主教（Coadjutor Bishop Francis An Shuxin，1949年7月16日—），圣名方济各（方济），天主教保定教区助理主教（2007年—）。2010年8月7日，公开就职为保定教区正权主教。
1949年7月16日，安树新出生于保定徐水县安家庄，热心天主教。1981年1月1日，由保定教区主教范学淹祝圣为神父，为范学淹在文革后祝圣的第一位神父，此后追随范学淹传教。1992年范学淹去世后，5月3日，苏志民继任保定教区正权主教，安树新任辅理主教。1996年因“东闾朝圣”事件被捕，坐监十年。因此安树新在地下教会享有“忠贞”的声望，多次出现在美国国务院的《国际宗教自由报告》中。
2006年8月20日，安树新突然出现在河北保定清苑县东闾村教堂，与不被教廷承认的爱国会主教苏长山共祭一台弥撒，两人均只穿神父祭衣。24日，安树新获释。12月9日，安树新又在东闾大堂主持苏长山的追思弥撒。此后致力于庞大的保定教区地下教会（10万人）同人数很少的保定教区地上教会（1万人）的合一和福传，虽然受到阻碍，但在维护天主教教产，争取政府尊重天主教上一直在努力。现居于保定裕华路上的主教座堂。。不过大部份地下天主教徒并不接受安树新主教的作法。2007年升任保定教区助理主教。 2009年8月初，安树新主教公开宣称自己加入了爱国会，并担任保定教区天主教爱国会的副主席。此举使更多的神职人员和教友远离了安主教。 2009年10月31日，圣座万民福音传播部发布关于安树新主教的新闻公报，驳斥关于圣座万民福音传播部批准安树新助理主教与共祭、并施压让安主教走出地下状态，在爱国会登记注册的说法为毫无任何根据。 此公报发布后，引发了各方激烈的讨论，天主教在线网站更认为这是万民福音传播部在推卸责任。2009年11月25日，天主教在线发表了对安树新主教的长篇采访报道，谈及了与此事件有关的方方面面的问题，同时，安树新主教也首次对外披露了自己的一些心路历程。2009年12月，意大利《30天》杂志不仅翻译了天主教在线对安树新的采访报道，还同时发布一篇带有严重歪曲性的评论。在激烈的争论中，2010年2月10日，圣座国务卿致信给安树新主教，除了转达关注之情外，信函有两个基本点，第一点是对安树新主教所做的（应该指其在爱国会任职）表示不赞同，称“此类决定本应该避免”，然而，圣座国务卿也非常体谅安树新主教的初衷以及所获得的来之不易的能公开传教的机会，说：“主教似乎最好不要主动放弃现有这种可以公开活动的可能”。对安树新主教以后的选择，信函也非常强调主教与梵蒂冈的沟通工作：“圣座将继续关注这一问题，一旦出现重要新动向，将会以适当的指示帮助主教您。”（见信函第4号）第二点是对保定教区神职人员的期望，希望能借着教区神父们对主教的服从，成为教会有力的见证。（见信函第5号）此外，圣座国务卿还谈到安树新主教在呈递给教廷的信件中的共祭问题，国务卿将共祭事件视为一件首要涉及到良心的伦理问题，在缺乏自由的情况下，此类共祭事件不予置评，而就此了结。（见信函第3号）但2010年8月7日，争论又开始升温，肇因于安树新主教接手中国天主教爱国会和主教团的任命而公开就职为保定教区正权主教，随后，8月16日，保定教区不服从安树新主教领导的神父们举行会议，计划选举出一位神父领袖继续领导保定教区，追随尚在坐监的苏志民（雅格）主教。